# Животівка
Живо́тівка — село в Україні, в Оратівській селищній громаді Вінницького району Вінницької області. Розташоване на лівому березі річки Гнила (притока Роськи) за 5,5 км на північ від смт Оратів та за 1 км від автошляху Р17. Населення становить 661 особу (станом на 1 січня 2018 р.).  

## Історія
Засноване 1545 року. У місті у лютому 1621 року (чи в 1620 році) у власника — князя Степана Святополка-Четвертинського — на його запрошення перебував патріарх Єрусалимський Феофан, який висвятив тут Паїсія Іполітовича на єпископа Холмського Київської митрополії Української Православної Церкви.
У селі до часів УНР існував маєток польської шляхетської родини Дунін-Маркевичів.
12 червня 2020 року, відповідно розпорядження Кабінету Міністрів України № 707-р «Про визначення адміністративних центрів та затвердження територій територіальних громад Вінницької області», село увійшло до складу Оратівської селищної громади.
19 липня 2020 року, в результаті адміністративно-територіальної реформи та ліквідації Оратівського району, село увійшло до складу Вінницького району.

## Населення

### Мова
Розподіл населення за рідною мовою за даними перепису 2001 року:
| Мова       | Кількість | Відсоток |
| ---------- | --------- | -------- |
| українська | 813       | 99.63%   |
| російська  | 3         | 0.37%    |
| Усього     | 816       | 100%     |

## Відомі люди
Народилися
- Антонець Микита Степанович (1915–1965) — Герой Радянського Союзу.

Проживали
- Казімєж Маркевич (1874–1932) — польський портретист, пейзажист, драматург та театральний режисер.
- Графиня Маркевич - ірландська художниця та революціонерка, написала декілька картин в околицях Животівки.

## Галерея

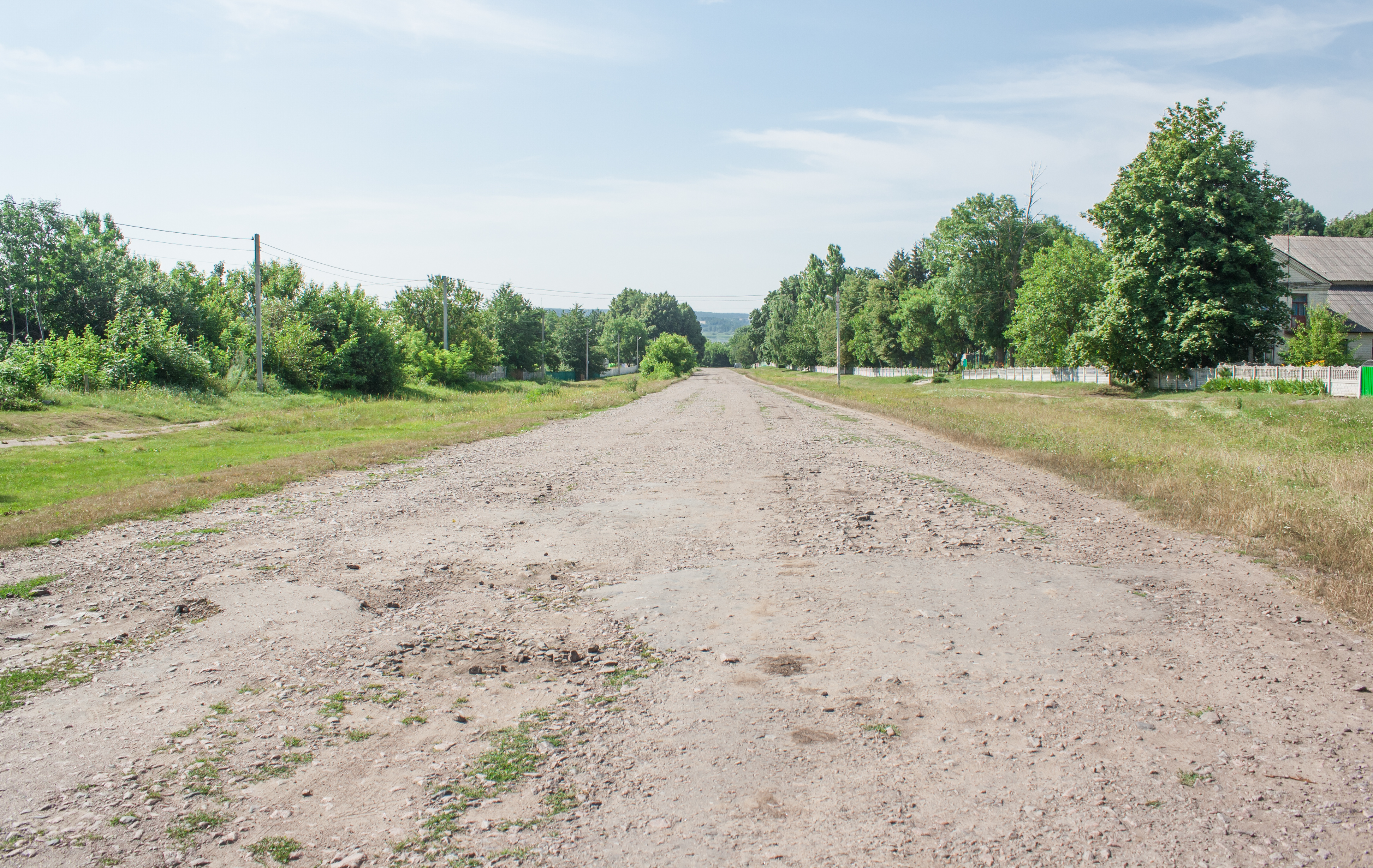
Вулиця Центральна
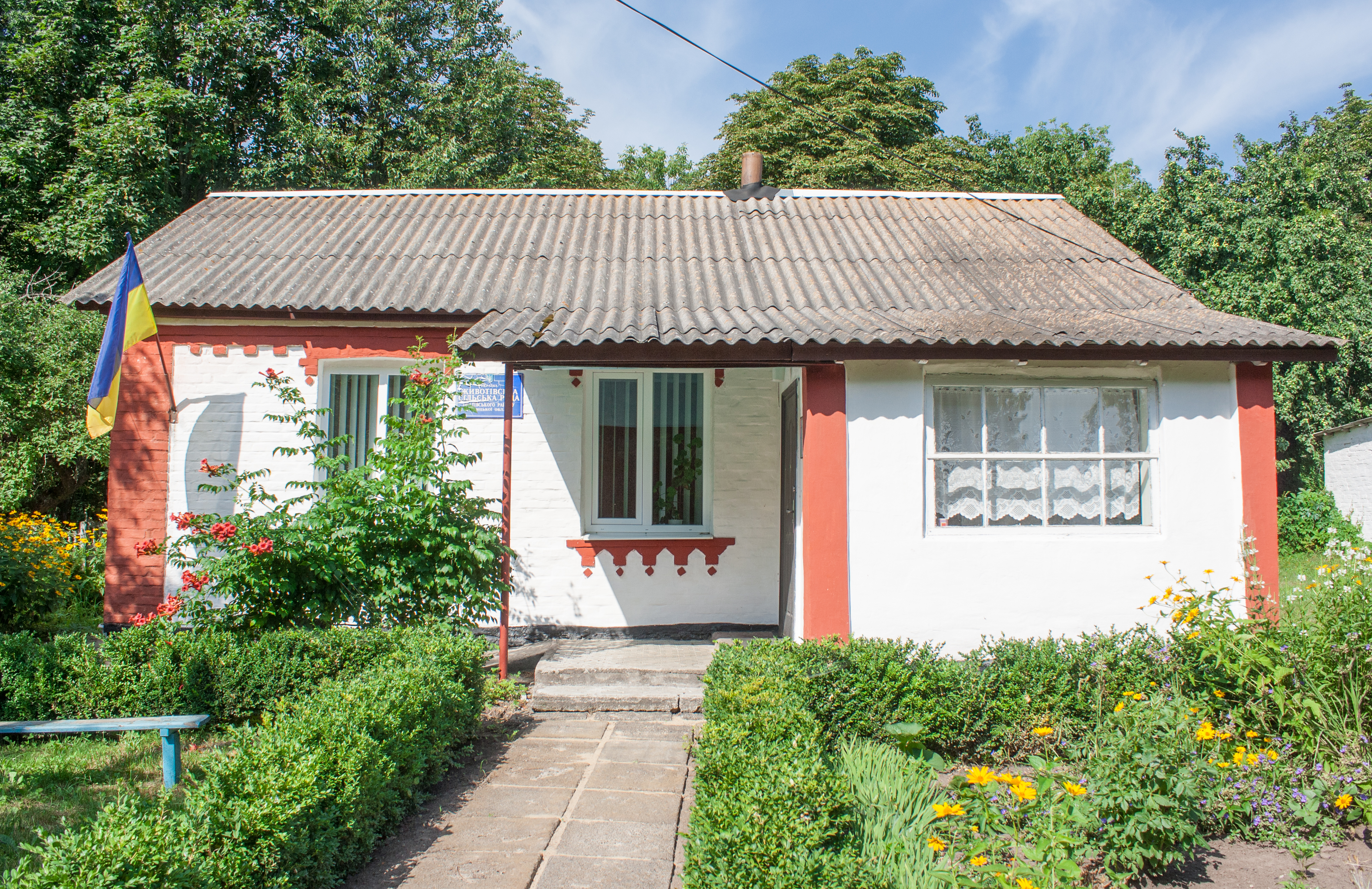
Сільська рада
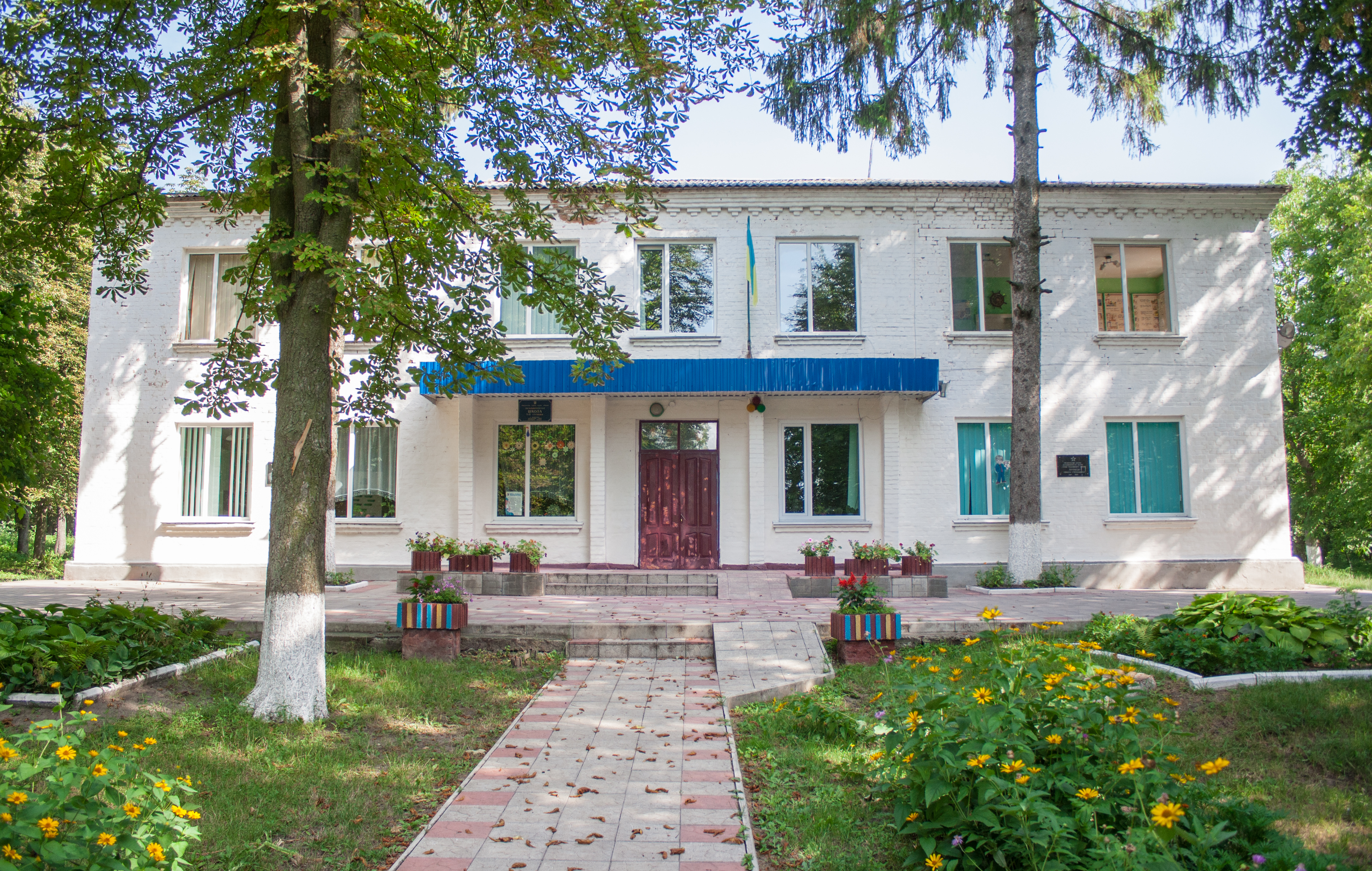
Школа
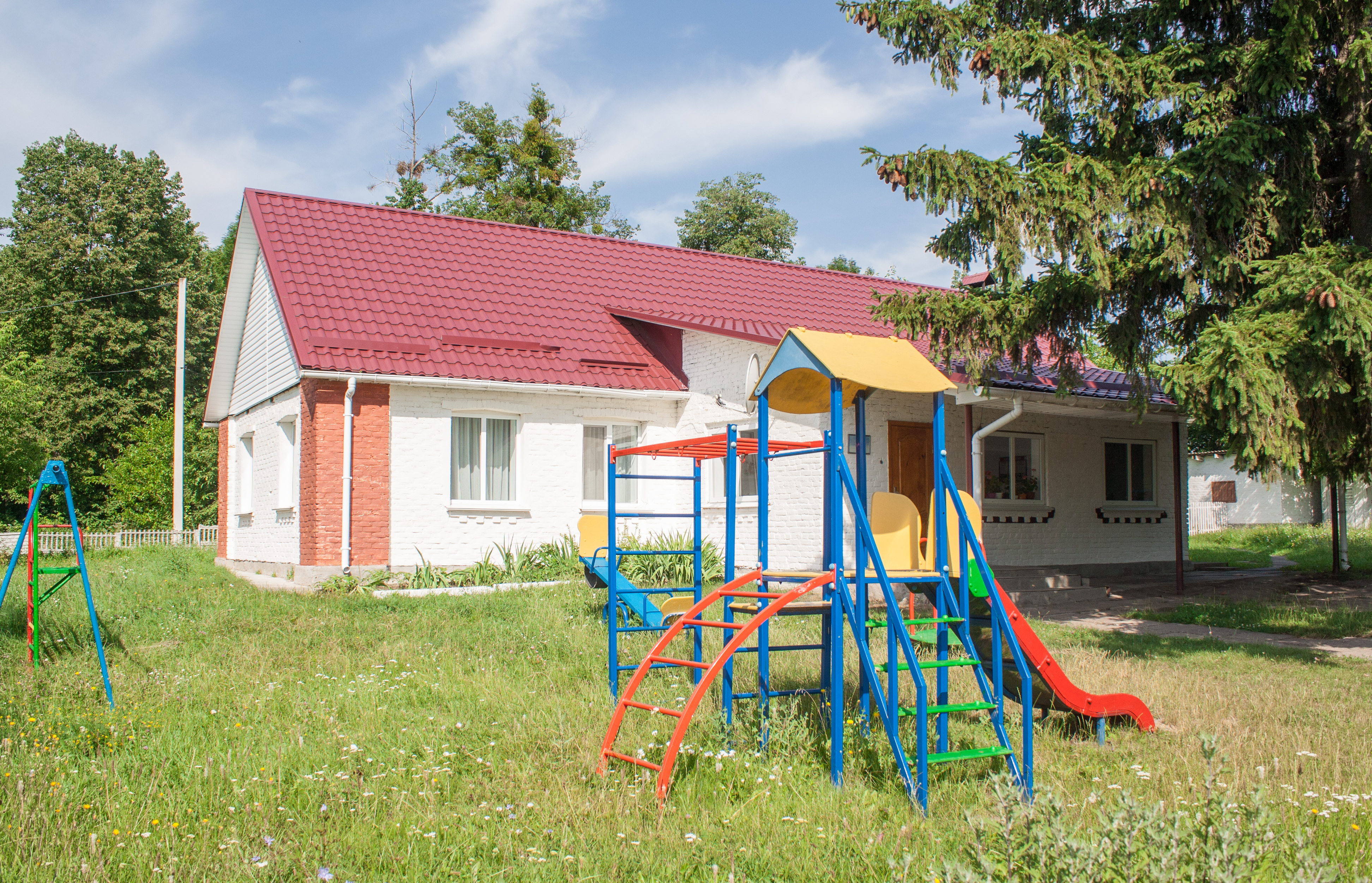
Дитсадок
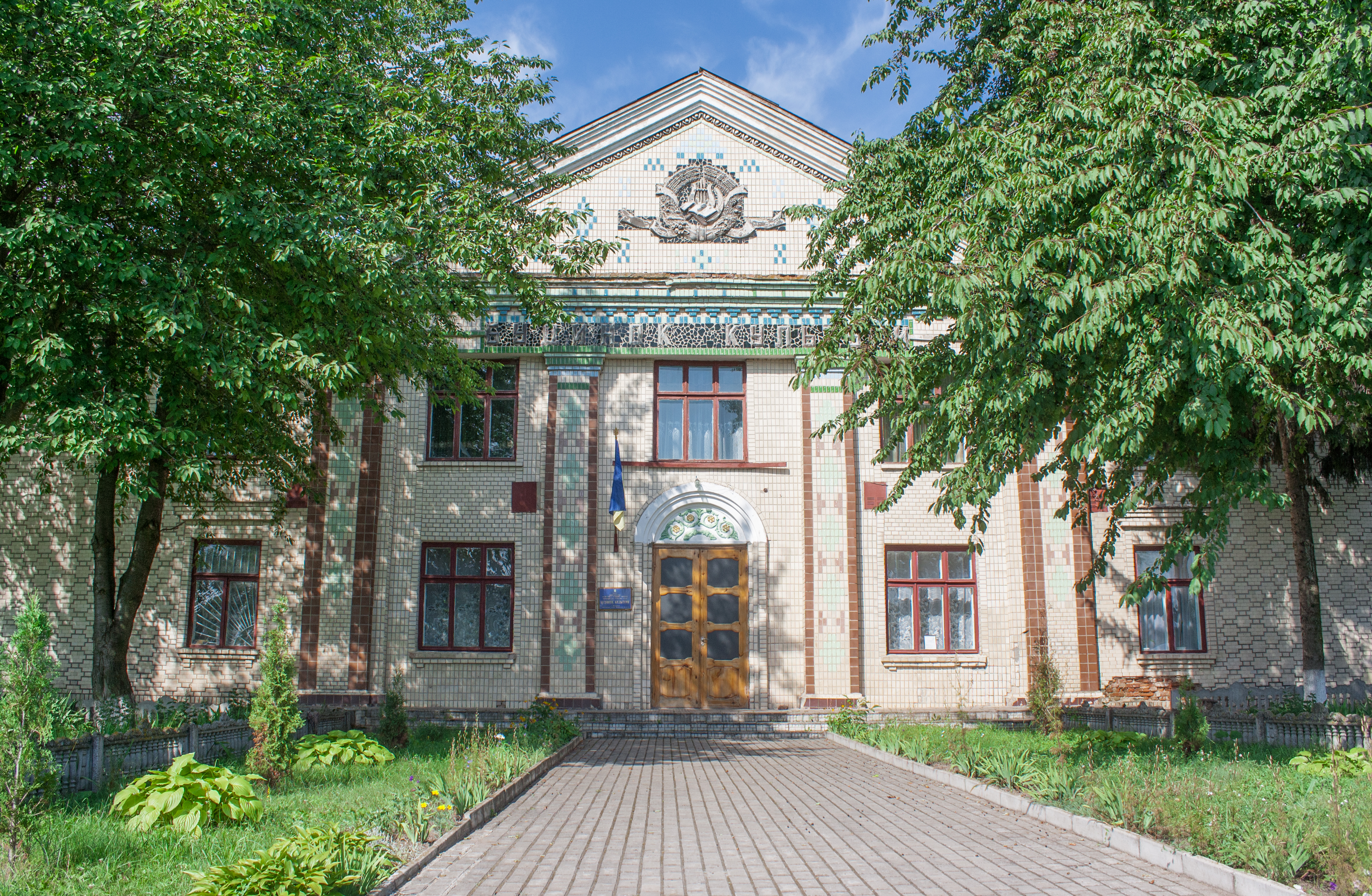
Будинок культури
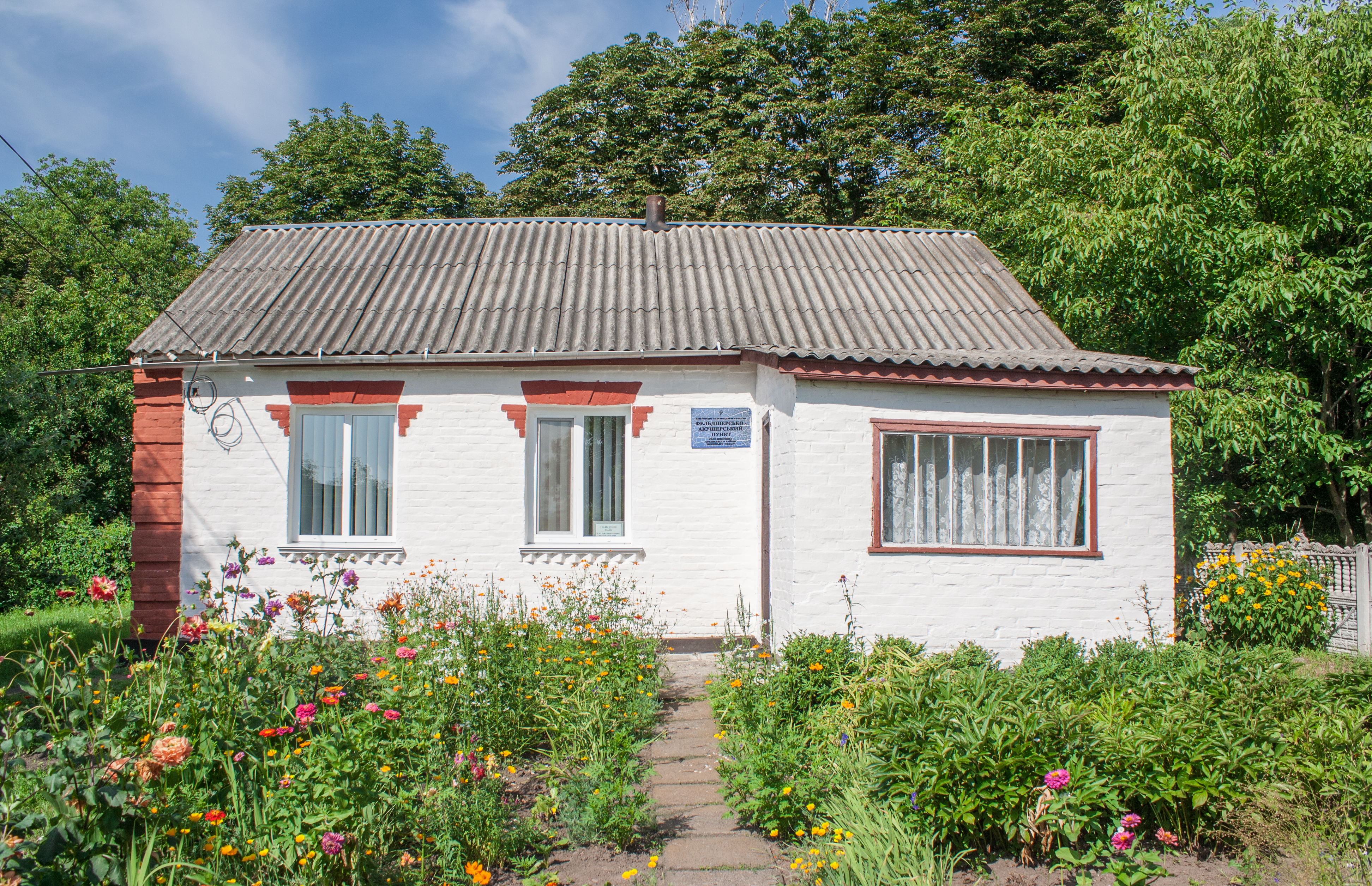
ФАП
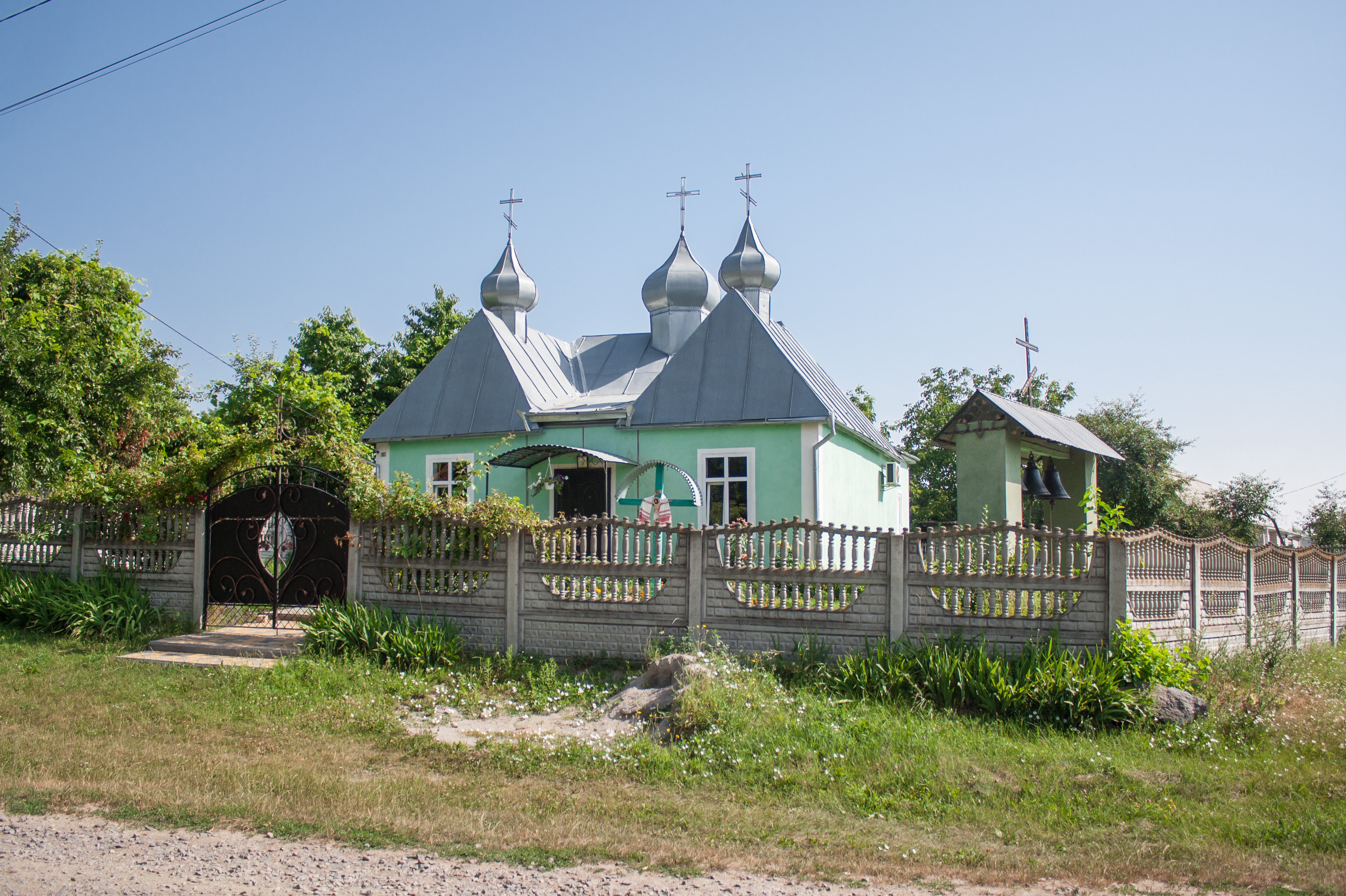
Церква
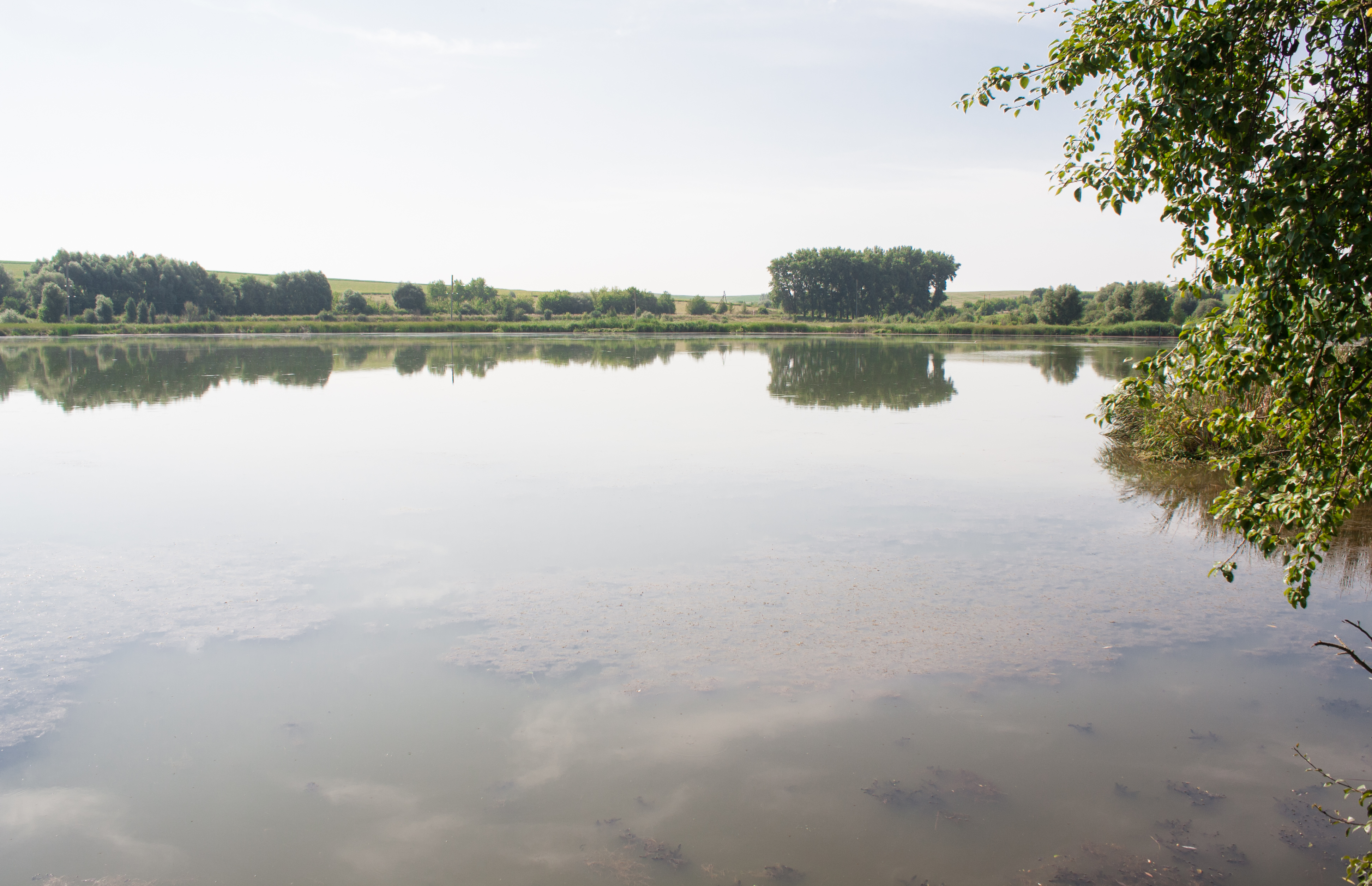
Ставок на річці Гнила
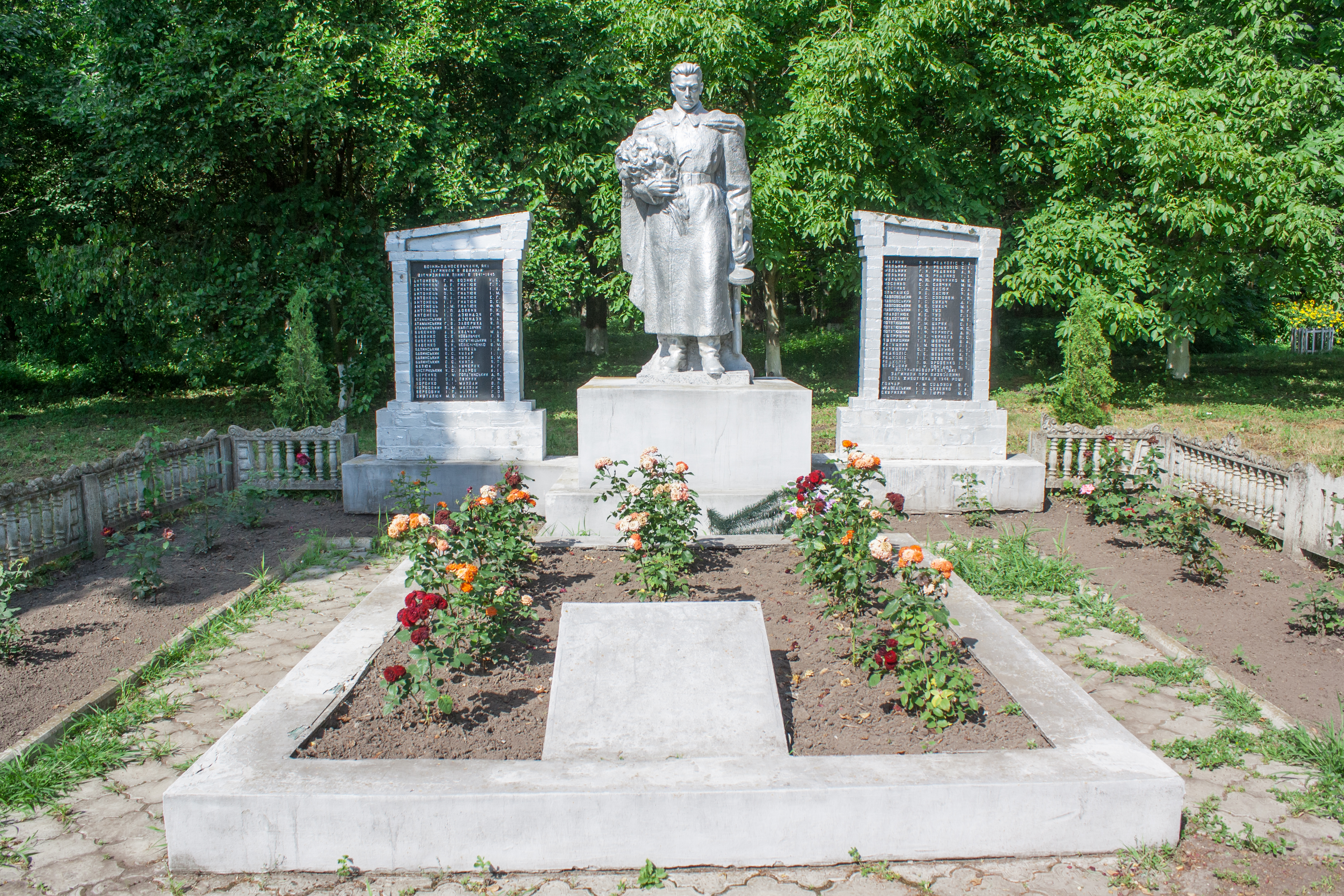
Братська могила радянських воїнів і пам'ятник воїнам-односельчанам
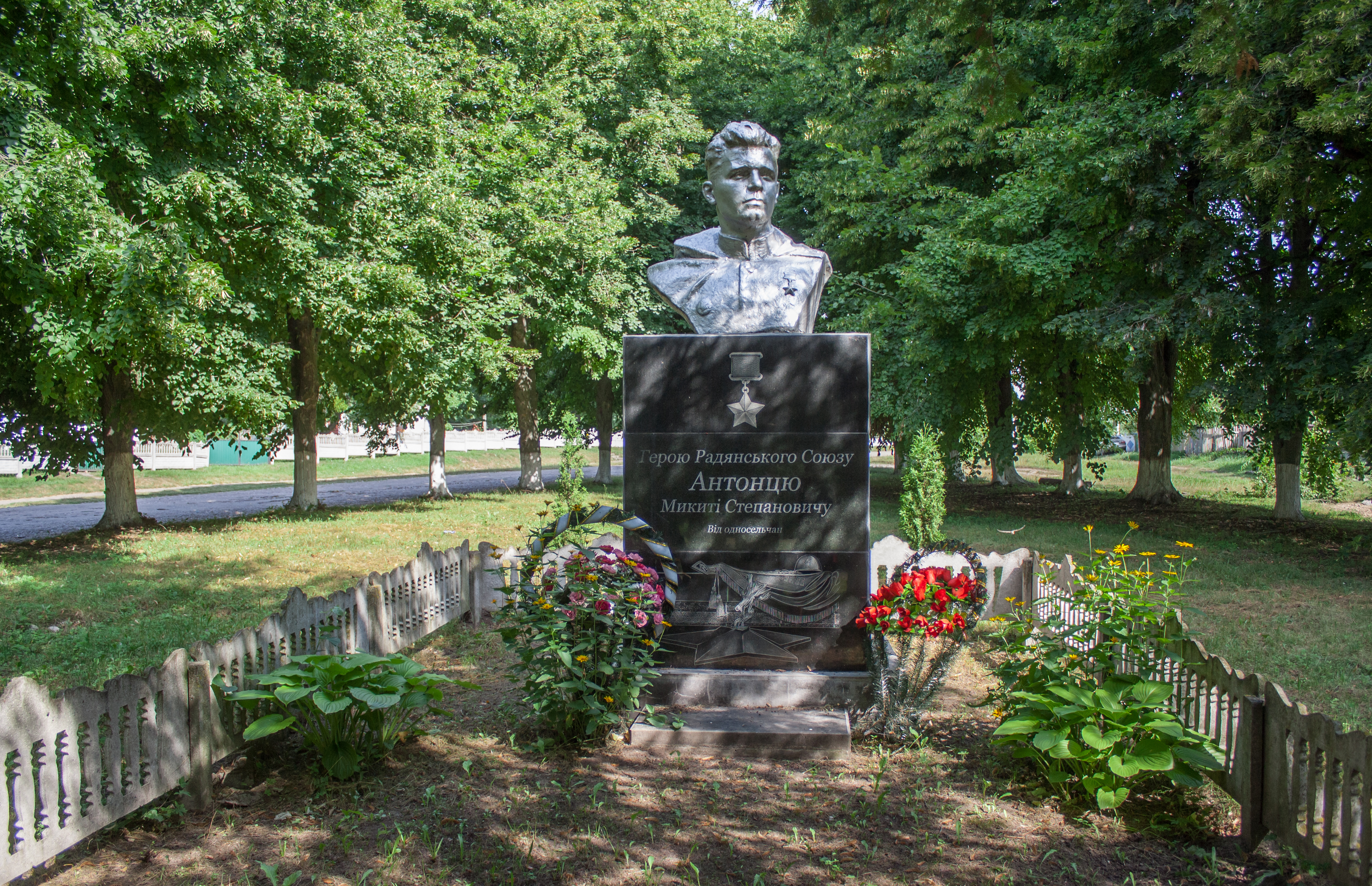
Пам'ятник Герою Рад. Союзу М. Антонцю